# フランツ・アドルフ・ベルワルド
フランツ・アドルフ・ベルワルド（フランス・アードルフ・ベールヴァルド、Franz Adolf Berwald, 1796年7月23日 - 1868年4月3日）は、ストックホルムに生れ同地で没したスウェーデンのヴァイオリン演奏家で作曲家。作曲は独学と言われ、半音階的な和声進行が特徴的な、きわめて独自の作風をとった。そのため生前はなかなか理解されなかったが、現在では近代スウェーデン音楽の基礎を作った1人として認められている。

## 略歴
- 1811年 - 15歳 王立管弦楽団の指揮者Du Roy（もしくはエドゥアール・デュ・ピュイ)(英語版)に師事。

- 1812年 - 16歳 以後1828年 (32歳)まで王立管弦楽団の奏者を務める。その間北欧中心に演奏旅行をする。
- 1829年 - 33歳 ベルリンへ移る。
- 1835年 - 39歳 整形外科を開業。
- 1841年 - 45歳 ウィーンへ移る。作曲家としての成功を収める。
- 1850年 - 54歳 1858年までガラス器工場を経営する。
- 1868年 - 72歳 4月3日 ストックホルムで没する。

## 生涯
ベルワルドは4代にわたった音楽家の家系に生まれ、幼児期から、宮廷歌劇場ヴァイオリン奏者の父親にヴァイオリンを学び、まもなく演奏会に出演するようになった。1811年にスウェーデン国王カール13世ヨハン（グスタフ3世の弟）が実権を握り、宮廷礼拝堂を回復すると、その翌年にベルワルドは同礼拝堂に就職し、エドゥアール・デュ・ピュイ（Edouard Du Puy）に師事しながら、宮廷楽団や宮廷歌劇場でヴァイオリンを演奏した。また、作曲も手掛けるようになる。夏は宮廷楽団のシーズンオフだったので、ベルワルドはスカンジナビアやフィンランド、ロシアで巡演した。この頃にベルワルドは「七重奏曲」や「セレナーデ」を作曲しており、まだ音楽にやりがいを覚えていた。
1818年にベルワルドは『音楽新聞』（Musikalsk journal）を創刊（のちフランス語のJournal de musiqueに名称変更）、これは自作も含めて、さまざまな作曲家による簡単なピアノ曲を載せた季刊誌であった。1821年に「ヴァイオリン協奏曲 嬰ハ短調」が弟アウグストにより初演されるが、評判は芳しくなく、緩徐楽章の最中に笑い出す聴衆さえいた。
1825年に父親が没すると、実家の経済状況が急に悪化したため、ベルワルドは複数の奨学金を得ようとしたが、辛うじて王室から奨学金を得られたに過ぎなかった。しかし、そのためベルリンに留学することができ、懸命にオペラの創作に取り組んだが、舞台にかける機会には恵まれなかった。生計を立てるために、ベルワルドは1835年にベルリンに整形外科と理学療法の診療所を開業したところ、収入に恵まれた。ベルワルドの発明した整形外科の器具は、その後100年間にわたって利用された。
だが、ベルリン時代にベルワルドは作曲をやめており、1841年にウィーンに転居し、マティルデ・シェーラー（Mathilde Scherer）と結婚した。1842年のウィーン・レドゥーテンザールの演奏会でとりあげられた自作の交響詩が絶賛されたため、ベルワルドはその後3年以上を費やして、4つの交響曲を書き上げた。
交響曲第1番ト短調「厳粛な（Serieuse）」は、ベルワルドの生前に初演された唯一の交響曲で、1843年に従兄弟ヨハン・フレデリックの指揮により、宮廷歌劇場管弦楽団により上演された。その演奏会では、ベルワルドのオペレッタ「修道院参り（Jag gar i kloster）」もとりあげられたが、その成功はイェニー・リンド（Jenny Lind）のおかげであると見なされている。
ベルワルドの作品は、スウェーデンでは作曲者の存命中には理解されず、新聞上の評論に敵意さえ引き起こしたが、ドイツやオーストリアではもう少しましだった。ザルツブルク・モーツァルテウムは1847年にベルワルドを名誉会員に加えたが、スウェーデン王立音楽アカデミーが教授に迎えたのは20年も先の最晩年だった。
ベルワルドは1849年にスウェーデンに帰国したが、帰国しても音楽家としてまともな仕事がないため、生計を立てるために再び別の職を探すことになった。翌年、彼の友人でアマチュア音楽家のルドヴィク・ペトレ（Ludvig Petré）の計らいにより、オンゲルマンランド地方のヘルネサンドの北にあるサンデ（Sandö）という小さな町のガラス工場のマネージャーとなった。また、そこでマネージメントのセンスを発揮したため、1853年には共同経営者となり、同じ町の製材所の利害関係者にもなった。この期間のベルワルドは、夏の間はほとんどサンデで過ごし、冬はストックホルムで作曲に取り組んでいた。この時期の作品は室内楽が中心で、1849年から1851年にかけて3つのピアノ三重奏曲（第1番変ホ長調、第2番へ短調、第3番ニ短調）、1853年にはピアノ五重奏曲（第1番ハ短調）とピアノ三重奏曲（第4番ハ長調）を作曲した。1855年にはピアノ協奏曲ニ長調を書き上げ、ベルワルドに見出されフランツ・リストの弟子でもあった女流ピアニストのヒルダ・ティエゲルストレムに献呈された。1857年にはピアノ五重奏曲（第2番イ長調）を作曲し、これはリストに献呈された。1850年代終盤にはチェロとピアノ、ヴァイオリンとピアノのための二重奏曲などを書き、これらの室内楽作品のほとんどはドイツで出版された。
ベルワルドのオペラのうち、存命中に上演されたものは数少ないが、その1つ「ソリアのエストレッラ」は1862年4月に宮廷劇場で初演された際、大いに喝采を浴び、同月のうちに4回追加公演が行われた。この成功に続いて「ゴールコンダの女王（'Drottningen av Golconda）」が作曲され、1864年に上演される運びになっていたが、宮廷歌劇場の監督者の交代により実現されなかった。
1867年、スウェーデン王立音楽アカデミーは、それまで彼の志願をはねつけてきたにもかかわらず（最初の応募から実に22年が経過していた）、死の直前になってベルワルドをストックホルム音楽院の作曲と器楽の教授に任命した。1864年の投票で否決され、3年後にさらに否決されたが、任命されたヘルマン・ベーレンスがベルワルドに職を譲って辞任するという形になった。
その頃にはJ. C. F. ヘフナーによるスウェーデン語の賛美歌改訂など重要な依頼が舞い込んでいたが、賛美歌集は第5集までの59曲が完成したのみで、それを完遂できるだけの寿命が彼には残されていなかった。
ベルワルドは1868年4月3日にストックホルムで肺炎によって死去し、ストックホルムの北隣ソルナ市にある北墓地に埋葬された。その葬儀では自身の交響曲第1番から第2楽章が演奏された。

## 主な作品
エドゥアルト・ハンスリックは、1869年の著書『ウィーンの演奏会の歴史Geschichte des Concertwesens in Wien』の中で、ベルワルドのことを「人となりは刺激的で機転に富むが、奇抜なきらいがあった。作曲家としては創作力や想像力に欠けていた」と開陳している。一方で、ベルワルド亡き後の作曲家のルードヴィグ・ヌールマンやトール・アウリン、ヴィルヘルム・ステーンハンマルらが、ベルワルド作品の普及に尽力したため、ベルワルドがスウェーデンの「最も独創的で近代的な作曲家」（ヴィルヘルム・ペッテション＝ベリエル著『Dagens nyheter』）として理解されるのに、そう長くはかからなかった。カール・ニールセンはベルワルドについてこう述べた。「メディアや金や権力は、すぐれた芸術を害することも、役立つこともできない。そうした例は、自作のために前進し、創作し、立ち上がる実直できちんとした芸術家たちのうちに、いつでも見出せる。スウェーデンにその最上の例がある――ベルワルドだ。」
ベルワルドの死から10年、交響曲第4番変ホ長調「素朴な交響曲」（"Naive"）が1878年に初演された。もともと1848年にパリ初演の計画だったが、1848年革命のために延期されたのである。だがこれも、ほかの2曲、交響曲第2番ニ長調「気まぐれな交響曲」（"Capriceuse"）と交響曲第3番ハ長調「風変わりな交響曲」（"Singuliere"）に比べればわりあい早い。これら2曲は、20世紀まで初演されなかったのである。

### 代表的な作品
- 交響曲第1番ト短調「まじめな交響曲」（Sinfonie sérieuse）
- 交響曲第2番ニ長調「気まぐれな交響曲」（Sinfonie capricieuse）
- 交響曲第3番ハ長調「風変わりな交響曲」（Sinfonie singulière）
- 交響曲第4番変ホ長調「素朴な交響曲」（Sinfonie naïve、スコアには標題の表示は無い）
- ピアノ協奏曲ニ長調
- 大七重奏曲変ロ長調
- 弦楽四重奏曲ト短調他
- ピアノ五重奏曲、ピアノ三重奏曲
- バスーンとオーケストラのためのコンツェルトシュツトゥック（bassoon Konzertstuck）

## 参考書籍
- Robert Layton, editor, A Guide To The Symphony, Chapter 13, "The Symphony in Scandinavia", written by Robert Layton.